# Ol'ga Vikland
Ol'ga Vikland (Mosca, 7 dicembre 1911 – Mosca, 5 giugno 1995) è stata un'attrice sovietica.

## Filmografia parziale

### Attrice
- Chozajka gostinicy (1956)
- Poėt (1956)
- Guttaperčevyj mal'čik (1957)

## Premi
- Artista onorato della RSFSR
- Artista popolare della RSFSR
- Premio Stalin
- Ordine della Bandiera rossa del lavoro